# Wolfgang Neumann (Fußballspieler)
Wolfgang Neumann (* 5. Dezember 1936; † 17. September 1996 in Berlin) war ein deutscher Fußballspieler.

## Leben
Wolfgang Neumann arbeitete zusammen mit seinem Bruder Jürgen als gelernter Bäcker und Konditor im Bäckereifachgeschäft seines Vaters in Berlin-Hermsdorf, Wachsmuthstraße. Er spielte zwischen 1958 und 1968 bei Tasmania Berlin, hauptsächlich in der Berliner Stadtliga sowie in der Saison 1965/1966 in der Fußball-Bundesliga. Neumann kam auf 253 Spiele für die Tasmania, in denen er 71 Tore schoss. Davon waren 19 Spiele in der Bundesliga, in denen er zwei Tore schoss.